# Complejo Nuclear Atucha
El Complejo Nuclear Atucha es un centro argentino donde funcionan las centrales nucleares Atucha I y II. Está ubicado sobre el margen derecho del río Paraná de las Palmas, a 100 km de la Ciudad Autónoma de Buenos Aires, en la localidad de Lima del Partido-Municipio de Zárate.  
La Central Nuclear Atucha I fue conectada al Sistema Eléctrico Nacional el 19 de marzo de 1974 y comenzó su producción comercial el 24 de junio de ese mismo año. Fue la primera central nuclear de América Latina. La central es refrigerada y moderada con agua pesada (D2O) y pertenece al tipo de reactores PHWR (reactor de agua pesada a presión). Cuenta con una potencia eléctrica bruta de 362 megavatios y emplea como combustible uranio levemente enriquecido al 0,85%.  
La Central Nuclear Atucha II alcanzó su primera criticidad el 3 de junio de 2014, y el 27 de ese mismo mes se sincronizó el generador al sistema interconectado nacional. Su piedra fundamental se colocó en 1982 y en 1994 se paralizó hasta su reactivación en 2006. En su diseño se incorporó la experiencia operativa obtenida de Atucha I. Cuenta con sistemas de seguridad actualizados al concepto de defensa en profundidad con barreras sucesivas, doble contención de acero y hormigón, separación física entre sistemas de seguridad y programa de vigilancia en servicio. 
Nucleoeléctrica Argentina S.A. es la empresa que opera estas centrales y la Central Nuclear Embalse, situada en la costa sur del embalse de río Tercero en la provincia de Córdoba.

## Central Nuclear Atucha I (CNAI)

### Historia
La investigación de la tecnología nuclear en la Argentina se inició en 1948, cuando el físico austríaco Ronald Richter presentó al presidente Juan Domingo Perón su proyecto para desarrollar fusión nuclear controlada.
Entre fines de 1949 y comienzos de 1950 se realizó la construcción de las instalaciones de experimentación en la isla Huemul, situada cerca de Bariloche (provincia de Río Negro). Si bien el proyecto resultó ser un fraude elaborado por Richter, sirvió de puntapié inicial para encarar un programa serio en materia nuclear que pudiera beneficiar al país. En el año 1955, el mismo gobierno crea el Instituto Balseiro y se descubrieron catorce radioisótopos.
Paralelamente, el 31 de mayo de 1950 el presidente Juan Domingo Perón creó la Comisión Nacional de Energía Atómica (CNEA), con el objetivo de convocar a especialistas de las disciplinas científicas relacionadas con el tema y de adquirir los equipos necesarios para formar laboratorios de aprendizaje.

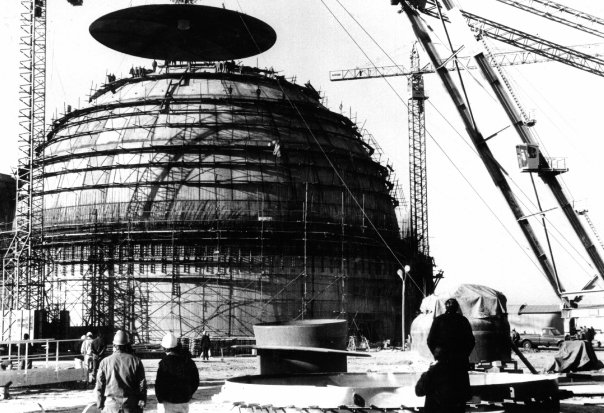
Construcción de la Central Nuclear Atucha I

Desde su creación y durante toda la década de 1950, la Comisión se enfocó también en el estudio del territorio argentino en busca de reservas uraníferas, iniciando su extracción en 1952, en Malargüe (provincia de Mendoza) e instalando ese mismo año, una planta experimental de tratamiento en la ciudad de Córdoba.
En 1955, como legado la CNEA formó en San Carlos de Bariloche un Centro Atómico y un Instituto de Física (hoy Instituto Balseiro) cuyos títulos académicos son otorgados por la Universidad Nacional de Cuyo, mediante un convenio firmado por ambas instituciones.
Para aquel entonces, el sector de radioquímica de la CNEA, conocido como Grupo de Buenos Aires, ya había logrado consolidarse a nivel internacional, reportando incluso el descubrimiento de una veintena de radioisótopos nuevos.
En 1958 se puso en operaciones el reactor experimental RA-1 instalado en el Centro Atómico Constituyentes (Partido de San Martín, provincia de Buenos Aires), siendo el primero de su tipo en Suramérica. Dicho reactor y sus elementos combustibles habían sido desarrollados íntegramente en el país a través de la CNEA.
Los años sesenta marcaron una transición en los objetivos de la CNEA, que pasó de limitarse a la investigación y a la formación de personal, a encarar proyectos prácticos donde la energía nuclear pudiese ser aplicada a la medicina o a soluciones para el sector agroindustrial.
En 1965, el Poder Ejecutivo Nacional a cargo de Arturo Umberto Illia, por decreto Nº 485/65, dio su aval a la iniciativa promovida por CNEA para la instalación en el país de un reactor nuclear de potencia. El decreto determinó que se llevara a cabo el estudio de factibilidad, también llamado estudio de preinversión "de una central nuclear para el suministro de electricidad al área de Gran Buenos Aires-Litoral" y estableció un plazo de 14 meses para su finalización. El resultado de dicho estudio, conocido un año después, expresó la conveniencia, necesidad y factibilidad técnico-económica de realizar una central eléctrica de energía nuclear de 500 MW de potencia para abastecer al Gran Buenos Aires y al litoral del río Paraná, dado que las fuentes tradicionales de energía resultarían insuficientes en el mediano plazo.
Así, el 1 de junio de 1968, durante el gobierno de facto de Juan Carlos Onganía comenzó la construcción de Atucha 1, la primera instalada en Latinoamérica. Para la misma se utilizó un reactor del tipo agua pesada a presión, con un diseño basado en el prototipo alemán MZFR y una potencia neta de 300 MW. La construcción de la central fue realizada por la subsidiaria Kraftwerkunion (KWU) de Siemens, mediante el esquema como «llave en mano».
El 25 de marzo de 1973, estando aún en construcción, la planta fue temporalmente capturada por el Ejército Revolucionario del Pueblo que robó una ametralladora FMK-3 y tres pistolas calibre 11.25. Cuando se retiraron tuvieron una confrontación con la policía, en la que dos agentes resultaron heridos.
El reactor entró en criticidad el 13 de enero de 1974 (51 años), fue conectada al sistema eléctrico nacional el 19 de marzo y comenzó su producción comercial el 24 de junio del mismo año, durante la presidencia de Juan Perón. Comenzó a funcionar entregando una potencia de 357 MWe con una tensión de 220 kV al Sistema Argentino de Interconexión. La central nuclear Juan Domingo Perón fue la primera instalación nuclear de Argentina y de América Latina destinada a la producción de energía eléctrica. Tres años después, el 6 de mayo de 1977, la planta fue repotenciada hasta sumar una capacidad de 357 megawatts (MW).
Ha operado desde entonces con sólo una parada significativa en 1989 y hasta fines de 2023 generó 105,72 TWh(e), con un factor de disponibilidad acumulado de 74,4% y un factor de carga acumulado de 72,5%. Desde 2001 es la primera y única central comercial de agua pesada en el mundo que funciona totalmente con uranio muy levemente enriquecido. El contrato para la construcción de Atucha II se firmó en mayo de 1980. La obra debía terminar en 1987, pero durante el transcurso de esa década la energía nuclear fue dejada paulatinamente. En la década del ’90, la actividad ingresó en una etapa aún más crítica cuando el entonces presidente Carlos Menem redujo drásticamente el presupuesto de la Comisión Nacional de Energía Atómica, mientras intentaba privatizar las centrales existentes. La construcción de Atucha II quedó interrumpida en 1994 y recién se retomó en octubre de 2006, ya como parte del Plan Nuclear Argentino llevado adelante por el gobierno de Néstor Kirchner para diversificar la matriz energética.
En 2012, gracias a nuevas inversiones en el marco del "Plan Nuclear Argentino", su potencia bruta aumentó de 357 a 362 MW.
Actualmente cuenta con una potencia eléctrica bruta de 363 MWe y emplea una mezcla de uranio natural (0,72%) y uranio levemente enriquecido al 0,85%.
El reactor funcionó de manera continua hasta el 29 de septiembre de 2024, cuando finalizó su primer ciclo operativo y se dio inicio al proyecto de Extensión de Vida por 30 meses.

### Características técnicas
- Potencia térmica: 1179 MWt
- Potencia eléctrica bruta: 362 MWe
- Potencia eléctrica entregada a la red: 335 MW
- Tipo: PHWR, subgrupo «vasija de presión»
- Combustible nuclear: dióxido de uranio (UO2) natural (0,71 % de 235U) o levemente enriquecido. Desde el 17 de agosto de 2001 el reactor nuclear funciona íntegramente con uranio levemente enriquecido (ULE -- 0,85% de 235U). El uso de ULE virtualmente duplica el quemado de extracción de combustible nuclear, con lo que se logra reducción de costos del orden de 7 millones de dólares anuales, y mejoras en la gestión de los elementos irradiados.
  - Elementos combustibles: 252 elementos en haces de 37 barras (36 de combustible nuclear y una estructural) de 5300 mm de longitud, 11,9 mm de diámetro exterior, en vainas de Zircaloy-4 (aleación de circonio). El tipo de reactor permite el recambio de los elementos combustibles durante el servicio de potencia.
  - Cantidad total de combustible en el reactor: 38,7 t
- Regulación:

Comparación de las dimensiones de los recipientes de presión de Atucha 1 y Atucha 2.

- - Barras de control y parada: 29 en total.
  - Barras de control: 3 barras de acero y 3 de hafnio accionadas por un elevador electromagnético
  - Barras de parada: 21 barras de hafnio adicionales a las anteriores
  - Sistema de corte de emergencia: inyección de ácido deuterobórico en el moderador, por tres toberas independientes.
- Recipiente de presión: construido en acero-níquel-cromo-molibdeno, con un diámetro interno de 5.360 mm, una altura de 12 160 mm, paredes de 220 mm de espesor en la parte cilíndrica, y un peso de 470 t
- Envoltura de seguridad: esfera de 50 m de diámetro construida en acero de 24 mm de espesor, presión de diseño 3,8 atm
- Refrigeración: el reactor se refrigera por agua pesada con concentración de deuterio de 99,8 % mediante dos circuitos paralelos con un caudal de 10 000 t/h cada uno
  - Presión de servicio: 115 kg/cm²
  - Temperatura del refrigerante: 262 °C a la entrada del reactor, 296 °C a la salida.
- moderador: agua pesada, al igual que el refrigerante. Dos circuitos paralelos con un caudal de 700 t/h cada uno.
  - Intercambiador de 1.049 tubos de Incoloy 800
  - Presión de servicio: 115 kg/cm²
  - Temperatura media: 185 °C
- Generadores de vapor: 2 intercambiadores de calor con 3.945 tubos en U de Incoloy 800, de 16 m de altura y diámetros entre 2,7 y 3,7 m

El recambio de combustible se realiza durante la operación normal a un promedio de un elemento combustible por día a plena potencia.

### Participación de la industria local
En la etapa de construcción de Atucha I la industria local participó proporcionando el 90% de la obra civil, el 50% del montaje y el 13% de los suministros electromecánicos.
Argentina tiene, desde 1982, control completo sobre el ciclo de desarrollo de combustibles nucleares, lo que le permite alimentar sus centrales con material íntegramente producido en el país. El dióxido de uranio es provisto por la empresa nacional Dioxitek S. A.. Los elementos combustible son provistos por CONUAR S.A. (Combustibles Nucleares Argentinos, Sociedad Anónima); las vainas y tuberías especiales son fabricadas por FAE S. A. (Fábrica de Aleaciones Especiales Sociedad Anónima), subsidiaria de la anterior. El agua pesada es producida en la planta Industrial de Agua Pesada ubicada en la provincia del Neuquén.

## Central Nuclear Atucha II (CNAII)

### Historia

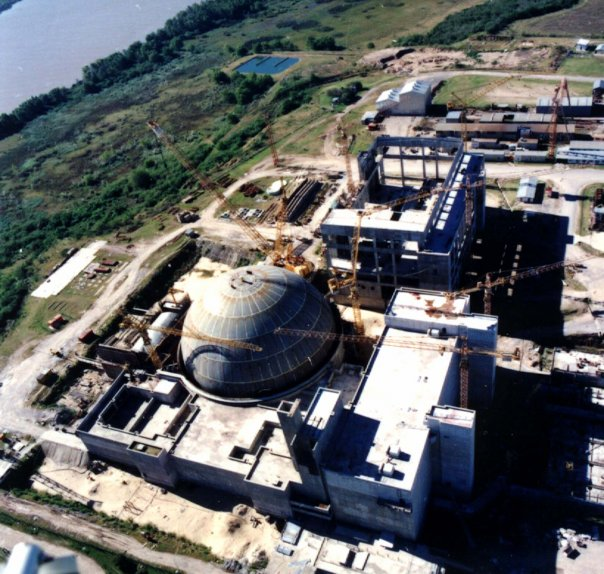
Construcción de la Central Nuclear Atucha II

En 1973, el Gobierno nacional adjudicó a un consorcio ítalo-canadiense la construcción de una segunda central de energía nuclear en la localidad cordobesa de Embalse. Su construcción se inició en 1974 y la conexión comercial a la red se produjo cuarenta años después.
Paralelamente la CNEA intensificó sus esfuerzos por controlar la totalidad del ciclo nuclear con medios propios, desde la producción del combustible hasta el diseño y la construcción de centrales atómicas.
En 1977 la CNEA concluyó que para el siglo XXI las principales fuentes hidroeléctricas del país ya estarían siendo utilizadas, mientras que los combustibles fósiles se irían agotando o su explotación se dificultaría cada vez más, por lo tanto, la generación de energía eléctrica dependería principalmente de la construcción de nuevas centrales nucleares.
Para cumplir dichos objetivos, la dictadura militar a cargo del presidente de facto Jorge Rafael Videla, aprobó en 1979 el denominado Plan Nuclear Argentino, consistente en la construcción de cuatro centrales atómicas nuevas que deberían entrar en operación en 1987, 1991, 1994/95 y 1997 respectivamente. Además, el plan incluía la construcción de una planta industrial de producción de agua pesada y de otras instalaciones necesarias para dominar el ciclo del combustible nuclear.
En 1980 la CNEA firmó un acuerdo con la empresa Sulzer de Suiza, para la provisión «llave en mano» de una planta industrial de agua pesada con una producción anual garantizada de 200t. Ese mismo año, la Comisión firmó otro contrato, esta vez con la alemana KWU (Siemens) para la provisión de suministros y servicios destinados a la construcción de una central nuclear basada en uranio natural y agua pesada, del tipo recipiente, con una capacidad de 700 MW a ser construida junto a la existente central nuclear de Atucha, por lo que sería conocida como Atucha II. A diferencia de los anteriores proyectos, Atucha II no sería ejecutada con el esquema de «llave en mano», sino que sería construida conjuntamente entre Siemens y la CNEA, gracias a la experiencia adquirida en la construcción de la Central Embalse, donde la CNEA acordó con las empresas contratistas asumir las tareas de montaje de diversos componentes, mecanismos y sistemas, además de incluir en el proyecto a diversas empresas de ingeniería local.
En 1981 se formó ENACE (Empresa Nuclear Argentina de Centrales Eléctricas S. A.), una empresa en la que el Estado tenía 75 % y Siemens AG el 25 % restante. Dicho consorcio sería el encargado de la construcción de todas las futuras centrales nucleares del país, aportando los alemanes el diseño de Atucha II y parte de la financiación. Según estaba previsto ENACE desaparecería alrededor del año 1997, cuando todas las nuevas centrales nucleares planificadas estuviesen en operación.
Paralelamente, en 1982 se inauguró la fábrica de elementos combustibles del Centro Atómico Ezeiza, destinada a satisfacer las necesidades de las centrales nucleares Atucha I, Atucha II y Embalse, mientras que en 1984 se terminó la fábrica de aleaciones especiales, capacitada para elaborar tubos y semiterminados en zircaloy, que funcionaría como proveedora de la fábrica de elementos combustibles.
La construcción de la Central Nuclear Atucha II se inició en 1981; sin embargo, a partir de 1982 el Plan Nuclear comenzó a sufrir recurrentes demoras y un paulatino abandono, primero por la crisis económica que sufrió el país y luego por una reversión del contexto planteado por la CNEA a mediados de los años setenta: la demanda eléctrica en Argentina decayó debido al proceso de desindustrialización pergeñado por el ministro de Economía de la dictadura, José Martínez de Hoz. Por su parte, las reservas de gas aumentaron significativamente, fruto del descubrimiento de nuevos yacimientos, mientras que hacia comienzos de los años noventa, la oferta y el rendimiento de las centrales termoeléctricas mejoró sustancialmente por las privatizaciones realizadas en dicho sector.
Cuando se comenzó, tenía el recipiente de presión más grande que cualquier central nuclear del planeta. El costo total se estimó originalmente en 1600 millones de dólares.

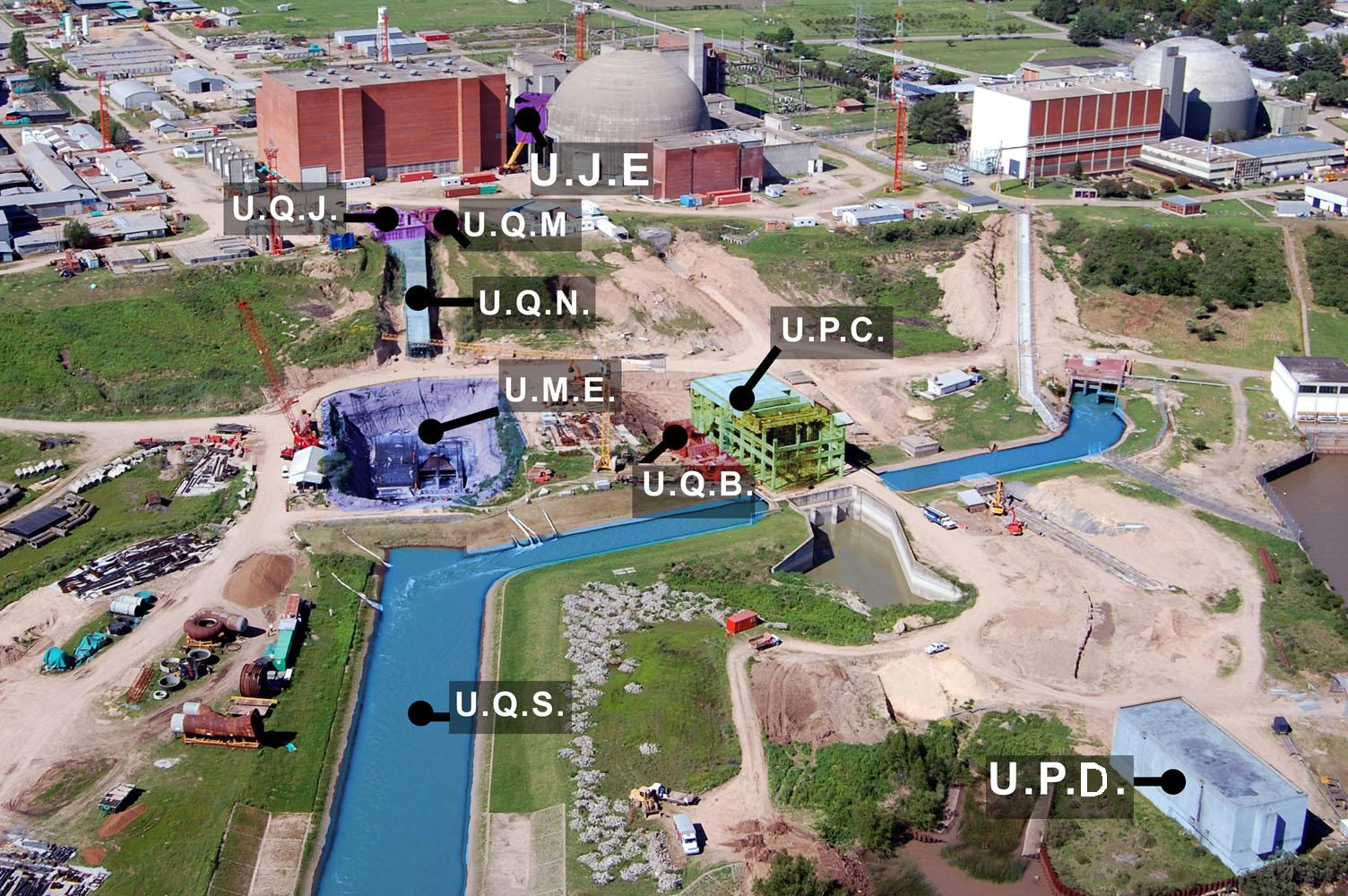
Detalle de los edificios de la obra de Atucha II.

Si bien la fecha de puesta en marcha de Atucha II estaba prevista para junio de 1987, la falta de fondos y los retrasos que se fueron acumulando hicieron que la misma se reprogramara con diversas fechas que tampoco pudieron cumplirse: 1989, 1991 y 1993.
Mientras tanto, como parte del proceso de Reforma del Estado y la mencionada privatización del sector eléctrico, el Gobierno de Carlos Saúl Menem decidió en 1994 la reorganización de la CNEA, estableciendo que la misma se enfocaría únicamente en actividades tales como la investigación y el desarrollo, escindiéndole la responsabilidad de la generación nucleoeléctrica. Por lo tanto, la generación y comercialización de la energía eléctrica producida por Atucha I y la Central Nuclear Embalse, además de las obras de finalización y puesta en marcha de Atucha II, quedarían en manos de una nueva sociedad denominada Nucleoeléctrica Argentina S. A. (NA-SA), en la que el Estado Nacional retendría el 99%, mientras que el 1% restante quedaría en manos de la empresa estatal Agua y Energía eléctrica S.E.. Además se conformó un Ente Nacional Regulador Nuclear con vistas a la futura privatización de la empresa Nucleoeléctrica Argentina S. A.
La construcción de Atucha II se detuvo en 1995 y un año después, Menem decidió disolver ENACE (Empresa Nuclear Argentina de Centrales Eléctricas) y despedir al 75 % de su personal, abandonando definitivamente el desarrollo del Plan Nuclear Argentino.
Desde la formación de Nucleoeléctrica Argentina S. A., el gobierno de Carlos Menem gestionó su traspaso a manos privadas por medio del sistema de concesión de uso de los bienes por un plazo de 45 años. Según estaba previsto, del 99% de las acciones que poseía el Estado Nacional, un 89% pasaría a una nueva empresa llamada Genuar, mientras que el 10% restante sería entregado a los empleados por medio del Programa de Propiedad Participada (PPP), reteniendo el Estado una única acción. El ganador de la licitación debería hacerse cargo de la finalización de Atucha II.
Sin embargo, no aparecieron inversores privados interesados en la operación, ya que se trataba de un negocio poco redituable, además que las centrales tenían un período de vida útil estimado de 30 años, por lo que Atucha I y Embalse alcanzarían su límite en los años 2004 y 2014 respectivamente. Finalmente, el gobierno de Fernando De la Rúa decidió mantener su operación bajo la órbita del Estado.
Pero los atrasos de las obras dejaron a los actores descolocados: Siemens se retiró del sector atómico a nivel mundial. Entonces, la francesa Framatone (en la que los alemanes tienen 34 %) quedó como continuadora de esa área de negocios. En 2004 empezaron las negociaciones entre esta nueva compañía y la Secretaría de Energía.
El agua pesada y los elementos combustible necesarios para la central son producidos en Argentina. Durante 1998 se montó el recipiente de presión, el continente de acero donde las fisiones del uranio en el combustible calentarán el agua pesada que luego, a su vez, generará el vapor que mueva la turbina.
Se inició el proceso de puesta en marcha a finales de septiembre de 2011. Como Atucha I, es un reactor de agua pesada presurizada con tecnología de Siemens KWU, pero fue diseñado para tener una potencia más alta (potencia térmica de 2175 MW y potencia eléctrica neta de 692 MW).
El cronograma del proyecto de ejecución de obra comprende una fase I de 12 meses de duración para el relanzamiento del proyecto (organización, recuperación de infraestructura, ingeniería y contratos), una fase II de 26 meses para las actividades de construcción y montaje y una fase III de 14 meses para la puesta en marcha de la central. Las tareas remanentes de diseño serán ejecutadas por Nucleoeléctrica Argentina S. A. en asociación con los recursos científicos y tecnológicos de la Comisión Nacional de Energía Atómica.
En el acto de inicio de puesta en marcha de Atucha II fue anunciado el proyecto de construcción de la central Atucha III y del prototipo del primer reactor de potencia de diseño argentino, la Carem (Central Argentina de Elementos Modulares) de 25 megavatios, en una ubicación adyacente a Atucha I.
A las 09:02 del 3 de junio de 2014, Atucha II alcanzó su primera criticidad.

### Características técnicas
| Tipo de reactor               | Recipiente de presión                                                      |
| Potencia térmica              | 2175 MWt                                                                   |
| Potencia eléctrica bruta/neta | 745/692 MWe                                                                |
| Moderador y refrigerante      | Agua pesada (D2O).                                                         |
| Combustible                   | Uranio natural                                                             |
| Generador de vapor            | Dos verticales, tubos en "U" Incolloy 800                                  |
| Turbina                       | Una etapa de alta presión. Dos etapas de baja presión. Velocidad 1500 rpm. |
| Generador eléctrico           | Cuatro polos. Tensión 21 kV/50 Hz                                          |

La Central Nuclear  Atucha II se encuentra dentro de la línea PHWR de reactores de agua pesada con recipiente de presión desarrollada por Siemens, de los cuales solo se construyó el prototipo MZFR de 57 MWe de generación en Alemania y la Central Atucha I con una potencia de 357 MWe brutos, pero ambos con una capacidad de generación sensiblemente menor que Atucha II.
Utiliza agua pesada como refrigerante y moderador lo que permite la utilización de uranio natural como combustible, siendo posible la recarga del mismo mientras la central opera a plena potencia, por lo que se logra un bajo costo de operación.
El edificio principal de reactor posee una esfera de contención de acero Aldur 50/650, de 35 mm de espesor recubierto por concreto sólido y un diámetro de 56 m.

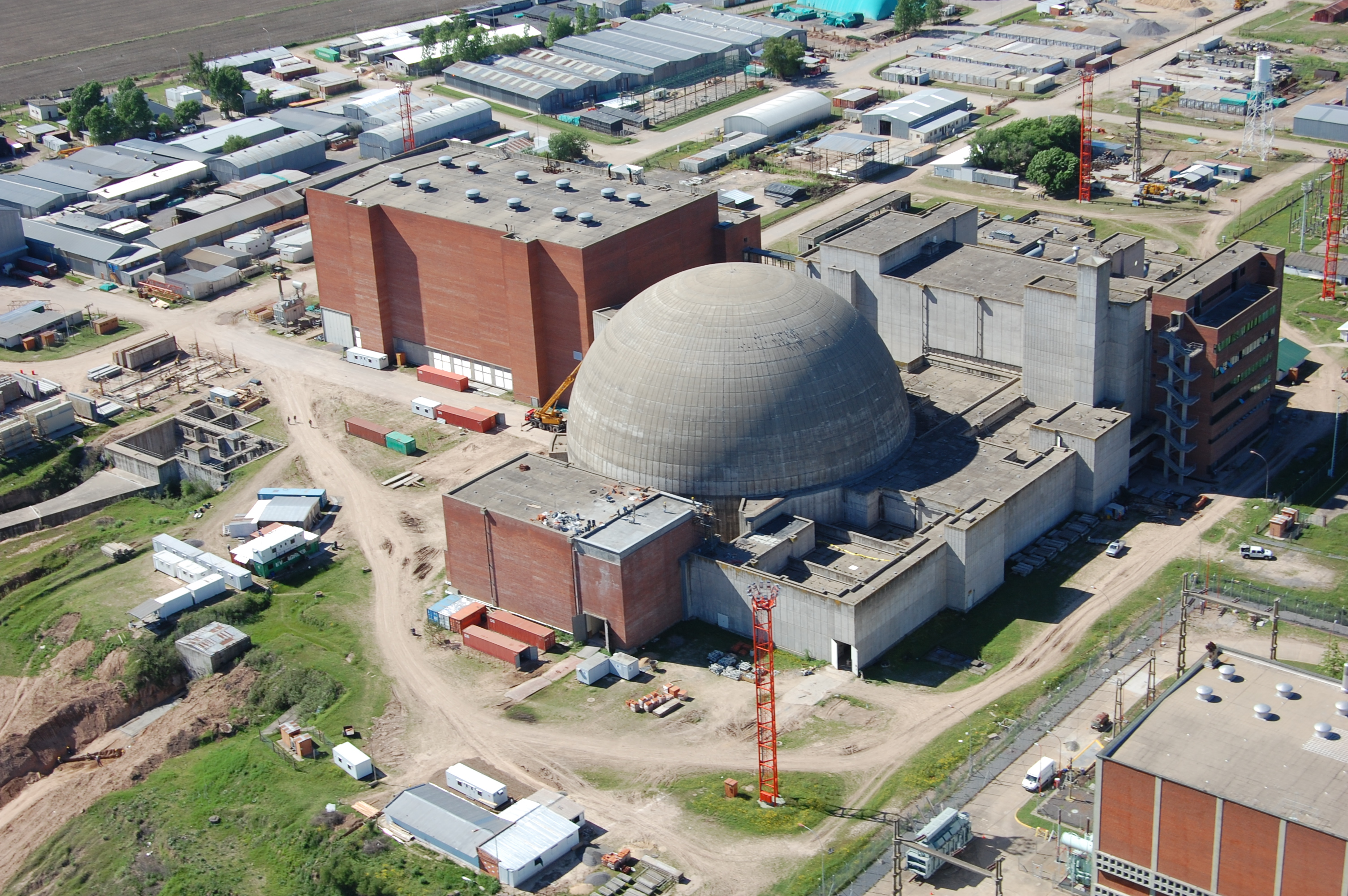
Central Nuclear Atucha II.

El turbogenerador es del tipo monoaxial de 3 flujos y opera con un caudal de 957,13 kg/s de vapor vivo, a una presión de 55,9 bares, con un caudal de 38,4 t/s de agua de refrigeración.
El alternador es de una potencia de 838 MVA, con un factor de potencia de 0,89; una tensión de salida de 21 kV, refrigerado por hidrógeno (H) a 4 kg/cm.